# Мивоавур
Мивоавур (фар. Miðvágur, дат. Midvåg) — деревня, расположенная на острове Воар, одном из островов Фарерского архипелага. Находится в составе коммуны Вага. Население — 1 132 человека (2022). Мивоавур — одно из лучших мест для китобойного промысла на Фарерах.

## Инфраструктура
В деревне расположена компания «Oilwind», занимающаяся производством рыболовных снастей. Помимо этого, в Мивоавуре есть винный магазин, один из шести на всём архипелаге.

## Культура
В Мивоавуре, Вестманне, Сандавоавуре и Сёрвоавуре в начале июля проходит фестиваль «Vestanstevna».

### Спорт
В деревне базируется футбольная команда Miðvágs Bóltfelag (MB).

## Китобойный промысел
Мивоавур является одним из лучших мест на Фарерах для китобойного промысла, во многом благодаря форме залива и широкому пляжу, где киты могут садиться на мель. В 1899 году на пляже в Мивоавуре на мель села стая гринд, насчитывающая 1300 особей. Это самый большой улов в истории. В Сёрвоавуре рассказывают, что в былые времена существовала огромная конкуренция за то, чтобы первым добраться до китового промысла в Мивоавуре. Раньше до Мивоавура можно было добраться только пешком. Каждый хотел прийти первым, поэтому говорили, что если человек идёт быстро, то считается, что он идёт так, будто ему нужно попасть на охоту на китов в Мивоавуре.